# Fryderyk II (książę Holsztynu-Gottorp)
Fryderyk II (ur. 21 kwietnia 1568 r., zm. 15 czerwca 1587 r. na zamku Gottorp) – książę szlezwicko-holsztyński na Gottorp od 1586 r.
Fryderyk był najstarszym synem księcia szlezwicko-holsztyńskiego na Gottorp Adolfa I i Krystyny, córki landgrafa Hesji Filipa Wielkodusznego. Po śmierci ojca w 1586 r. objął tron książęcy, lecz już po niespełna roku sam zmarł, nie pozostawiwszy dziedzica. Następcą na książęcym tronie został młodszy brat Filip.